# E.T. (песня)
«E.T.» (ExtraTerrestrial — внеземной, «фантастический любовник») — песня в стиле электро-поп и хип-хоп, исполненная американской певицей и автором Кэти Перри с участием Канье Уэста. Песня написана самой Перри вместе с Dr. Luke, Max Martin, Аммо, и вышла 16 февраля 2011 года (видеоклип вышел 31 марта 2011). Песня стала 4-м синглом из 3-го её альбома Teenage Dream и 4-м из него (и 5-м в сумме за всю карьеру) хитом № 1 в Billboard Hot 100 (США) в апреле 2011 года.

## История
Решение Перри написать «E.T.» прозвучало после того, как его бит был случайно проигран во время сеанса записи, который она проводила с Dr. Luke, Max Martin и Аммо. Изначально он был предназначен для американской хип-хоп группы Three 6 Mafia. Однако, услышав это, Перри решила работать с треком. Она сказала на канале MTV News: «Я всегда знала, что хочу написать эту футуристическую, отчужденную песню, и они создали её, тогда я подумала: „Подождите, я могу обдумать это. Я думаю, что у меня есть идеальный материал, чтобы добавить к этому звуку“. И я это сделала, и это действительно сработало».

## Композиция
«E.T.» — баллада по типу в смешанном жанре электро-попа с хип-хопом, написанная постоянными соавторами Кэти Лукашем Готвальдом, Максом Мартином и Джошуа Коулманом. Альбомная версия песни длится три минуты двадцать шесть секунд. Композиция имеет тональность фа минор, медленный темп 152 удара в минуту при четырёхдольном метре. Основой бита является бит из композиции «We Will Rock You» группы «Queen». Вокал Кэти в куплете подражает речитативу с диапазоном от основной ля бемоль до фа первой октавы, расширяясь в припеве и коде от ре бемоль первой до ми бемоль второй октавы.
По словам Кэти, лирика песни — про влюблённость в «чужого», «иностранца» (Кэти была замужем за британцем). Приглашённый для сингла Канье Уэст отошёл от этой метафоры и в своих куплетах сосредоточился на буквальной теме «инопланетянина».

## Отзывы
Музыка и текст песни получили не слишком хвалебные рецензии от критиков, но положительно отмечено желание Кэти отойти от попа для подростков.
Вокал Кэти определили как находящимся под влиянием её подруги Рианны, и напоминающим «All the Things She Said» группы Тату.
Текст был назван нелепым и никуда не годным.
Музыка описана как «недо-баллада под влиянием клубного движения», напоминающим звучание Evanescence с тарахтелками и пикалками, в чём она стала похожей на музыку Трента Резнора. Также отмечена недоработка основной мелодии, которая не получила развития, поэтому вызывает «чувство раздражения». Ремикс с Канье Уэстом был оценен положительно за удачное сочетание голосов, хотя было отмечено, что ничего нового он не привнёс, а, наоборот, сделал лирику более банальной.

## Коммерческий успех
Сингл разошёлся тиражом более одного миллиона экземпляров и возглавил общенациональный чарт США Billboard Hot 100, став для Перри 5-м на № 1, а для Канье Уэста — 4-м. Перри сместила с первого места сингл «Born This Way» певицы Lady Gaga, после 6-недельного лидерства. Это сделало Teenage Dream 9-м альбомом в истории чарта с 4 синглами, ставшими № 1.
К августу 2020 года тираж сингла превысил 6 млн копий в США.

## Видео
Музыкальное видео «E.T.» с участием Канье Уэста вышло 31 марта 2011 на канале MTV. В съемках клипа принял участие Шон Росс — афро-американская модель — альбинос, сыгравший в клипе ожившего робота — обнажённого мужчину.

## Награды
| Год  | Название               | Номинация                         | Результат |
| ---- | ---------------------- | --------------------------------- | --------- |
| 2011 | MTV Video Music Awards | Лучшее сотрудничество             | Победа    |
| 2011 | MTV Video Music Awards | Лучшее художественное направление | Номинация |
| 2011 | MTV Video Music Awards | Лучший монтаж                     | Номинация |
| 2011 | MTV Video Music Awards | Лучшая режиссура                  | Номинация |
| 2011 | MTV Video Music Awards | Лучшие спецэффекты                | Победа    |
| 2012 | People’s Choice Awards | Любимая песня года                | Победа    |

## Список композиций
| - Цифровая дистрибуция 1. «E.T.» (featuring Kanye West) — 3:51 - Remix EP — Цифровая дистрибуция 1. «E.T.» (Tiësto Remix — Club Edit) — 7:10 2. «E.T.» (Benny Benassi Radio Edit) — 3:20 3. «E.T.» (Dave Audé Remix — Radio Edit) — 3:38 4. «E.T.» (Noisia Remix) — 3:53 5. «E.T.» (Johnson Somerset & John Monkman Remix) — 9:49 | - German CD single 1. «E.T.» (featuring Kanye West) — 3:49 2. «E.T.» (Tiësto Radio Edit) — 4:03 - German remix EP — Цифровая дистрибуция 1. «E.T.» (featuring Kanye West) — 3:51 2. «E.T.» (Tiësto Remix — Club) — 7:10 3. «E.T.» (Benny Benassi Radio Edit) — 3:20 4. «E.T.» (Dave Audé Remix — Radio Edit) — 3:38 5. «E.T.» (Noisia Remix) — 3:53 6. «E.T.» (Johnson Somerset & John Monkman Remix) — 9:49 |

## Участники записи
- Аммо[англ.] — автор и композитор, ударные, клавишные, программирование синтезаторов, продюсирование
- Megan Dennis — координация продукции
- Сербен Генеа — аудиомикширование
- Jon Hanes — звукоинженер
- Sam Holland — звукоинженер
- Dr. Luke — композитор, ударные, клавишные, программирование синтезаторов, продюсирование
- Макс Марти — композитор, ударные, клавишные, программирование синтезаторов, продюсирование
- Кэти Перри — композитор, вокал
- Irene Richter — координация продукции
- Tim Roberts — ассистент звукоинженера
- Vanessa Silberman — координация продукции
- Emily Wright — инженер

## Позиции в чартах
| Чарт (2010—2011)                                     | Высшая позиция |
| ---------------------------------------------------- | -------------- |
| Австралия (ARIA)                                     | 5              |
| Австрия (Ö3 Austria Top 40)                          | 7              |
| Бельгия/Фландрия (Ultratop 50)                       | 24             |
| Бельгия/Валлония (Ultratop 50)                       | 14             |
| Бразилия (Billboard Brasil Hot 100) · Solo version   | 24             |
| Бразилия (Hot Pop Songs) · Solo version              | 5              |
| Канада (Canadian Hot 100)                            | 1              |
| СНГ (TopHit Airplay)                                 | 72             |
| Чехия (Rádio — Top 100) · Solo version               | 18             |
| Дания (Tracklisten)                                  | 12             |
| Европа (Billboard Euro Digital Song Sales)           | 4              |
| Финляндия (Suomen virallinen lista)                  | 15             |
| Франция (SNEP)                                       | 10             |
| Германия (GfK)                                       | 9              |
| Германия (German Airplay Chart)                      | 1              |
| Венгрия (Rádiós Top 40)                              | 10             |
| Ирландия (IRMA)                                      | 5              |
| Израиль (Media Forest)                               | 5              |
| Италия (FIMI)                                        | 9              |
| Люксембург (Billboard Luxembourg Digital Song Sales) | 6              |
| Нидерланды (Dutch Top 40) · Solo version             | 27             |
| Новая Зеландия (Recorded Music NZ) · Solo version    | 1              |
| Норвегия (VG-lista)                                  | 13             |
| Польша (Polish Airplay Top 100) · Solo version       | 1              |
| Португалия (Billboard Portugal Digital Song Sales)   | 5              |
| Румыния (Romanian Top 100)                           | 15             |
| Россия (TopHit)                                      | 89             |
| Шотландия (OCC Scotland)                             | 3              |
| Словакия (Rádio — Top 100) · Solo version            | 4              |
| Швеция (Sverigetopplistan) · Solo version            | 12             |
| Швейцария (Schweizer Hitparade) · Solo version       | 14             |
| Украина (TopHit)                                     | 14             |
| Великобритания (OCC UK Singles)                      | 3              |
| США (Billboard Hot 100)                              | 1              |
| США (Billboard Adult Contemporary) · Solo version    | 18             |
| США (Billboard Adult Pop Airplay) · Solo version     | 2              |
| США (Billboard Dance Club Songs) · Solo version      | 1              |
| США (Dance Mix/Show Airplay, Billboard)              | 1              |
| США (Dance Singles Sales, Billboard)                 | 1              |
| США (Hot Singles Sales, Billboard)                   | 4              |
| США (Hot R&B/Hip-Hop Songs, Billboard)               | 83             |
| США (Latin Pop Songs, Billboard)                     | 1              |
| США (Mainstream Top 40, Billboard)                   | 1              |
| США (Rhythmic, Billboard)                            | 1              |

| Чарт (2011)                             | Позиция |
| --------------------------------------- | ------- |
| Австралия (ARIA)                        | 15      |
| Австрия (Ö3 Austria Top 40)             | 47      |
| Бельгия (Ultratop 50 Flanders)          | 96      |
| Бельгия (Ultratop 50 Wallonia)          | 58      |
| Канада (Canadian Hot 100)               | 10      |
| Германия (Official German Charts)       | 57      |
| Венгрия (Rádiós Top 40)                 | 72      |
| Новая Зеландия (Recorded Music NZ)      | 13      |
| Румыния (Romanian Top 100)              | 79      |
| Украина (Tophit)                        | 102     |
| Великобритания (UK Singles)             | 35      |
| США (Billboard Hot 100)                 | 4       |
| США (Adult Top 40, Billboard)           | 21      |
| США (Dance Club Songs, Billboard)       | 1       |
| США (Dance/Mix Show Airplay, Billboard) | 9       |
| США (Mainstream Top 40, Billboard)      | 3       |
| США (Rhythmic, Billboard)               | 8       |
| Чарт (2012)                             | Позиция |
| Россия (Tophit)                         | 171     |

| Чарт (2010—2019)        | Позиция |
| ----------------------- | ------- |
| США (Billboard Hot 100) | 40      |

| Чарт (1958—2018)        | Позиция |
| ----------------------- | ------- |
| США (Billboard Hot 100) | 166     |

## Сертификации
| Регион | Сертификация  | Продажи    |
| --- | ------------- | ---------- |
| Австралия (ARIA) | 6× Платиновый | 420 000    |
| Австрия (IFPI Austria)                                                                                                   | Платиновый    | 30 000*    |
| Канада (Music Canada) | 4× Платиновый | 320 000*   |
| Дания (IFPI Danmark) | Золотой       | 15 000^    |
| France (SNEP) | —             | 65,000     |
| Германия (BVMI) | Золотой       | 150 000^   |
| Италия (FIMI) | Платиновый    | 30 000*    |
| Мексика (AMPROFON) | Золотой       | 30 000*    |
| Новая Зеландия (RMNZ) | Платиновый    | 15 000*    |
| Великобритания (BPI) | Платиновый    | 600 000    |
| США (RIAA) | Бриллиантовый | 10,000,000 |
| * Данные о продажах приведены только на основе сертификации. ^ Данные о тиражах приведены только на основе сертификации. |               |            |

## История релиза
| Регион         | Дата            | Формат                            | Лейбл           | Ссылка  |
| -------------- | --------------- | --------------------------------- | --------------- | ------- |
| США            | 17 августа 2010 | Промосингл — Цифровая дистрибуция | Capitol Records | [ 99 ]  |
| Великобритания | 16 февраля 2011 | Сингл — Цифровая дистрибуция      | Capitol Records | [ 100 ] |
| США            | 16 февраля 2011 | Сингл — Цифровая дистрибуция      | Capitol Records | [ 24 ]  |
| США            | 1 марта 2011    | Радио (Mainstream and Rhythmic)   | Capitol Records | [ 101 ] |
| Австралия      | 4 марта 2011    | Ремикс EP — Цифровая дистрибуция  | Capitol Records | [ 102 ] |
| Бельгия        | 4 марта 2011    | Ремикс EP — Цифровая дистрибуция  | Capitol Records | [ 103 ] |
| Новая Зеландия | 4 марта 2011    | Ремикс EP — Цифровая дистрибуция  | Capitol Records | [ 104 ] |
| США            | 8 марта 2011    | Ремикс EP — Цифровая дистрибуция  | Capitol Records | [ 25 ]  |
| Великобритания | 14 марта 2011   | Ремикс EP — Цифровая дистрибуция  | Capitol Records | [ 105 ] |
| Германия       | 18 марта 2011   | CD сингл                          | Capitol Records | [ 106 ] |
| Германия       | 18 марта 2011   | Remix EP — Цифровая дистрибуция   | Capitol Records | [ 27 ]  |
| Великобритания | 3 апреля 2011   | CD сингл                          | Capitol Records | [ 107 ] |
| США            | 11 апреля 2011  | Радио (Hot/Modern/AC)             | Capitol Records | [ 108 ] |